# Ульяновск-Восточный (аэропорт)
Ульяновск-Восточный — международный аэропорт федерального значения в городе Ульяновске.
В Ульяновске имеется ещё один международный аэропорт «Баратаевка» — (называемый в региональных СМИ «Аэропорт Ульяновск им. Н. М. Карамзина»), который используется для выполнения учебных полётов курсантов Ульяновского института гражданской авиации и для регулярных рейсов.

## История и современное состояние
Аэродром построен в 1983 году в качестве экспериментального аэродрома — испытательной базы для Ульяновского авиационного завода. Взлётно-посадочная полоса (ВПП) аэродрома Ульяновск-Восточный — одна из самых длинных в мире, её длина составляет 5100 метров (при ширине 105 метров).
Также аэропорт связан с авиационным заводом дорогой, которая фактически является самой длинной в мире (13,5 км) рулёжной дорожкой.
В 1991 году получено разрешение на право выполнения международных полетов отечественных и зарубежных воздушных судов через аэродромный комплекс Ульяновск-Восточный.
С января 1992 года начато формирование государственных контрольных служб с целью организации международных полетов.
С 1994 года на Ульяновск-Восточный был перебазирован 235-й военно-транспортный авиационный полк в составе 26 Ан-124, аэродром отнесен к перечню аэродромов совместного базирования, зарегистрирован в реестре аэродромов гражданской авиации России и открыт для полетов всех типов отечественных воздушных судов, а также зарубежных всех типов. Классификационное число ВПП (PCN) 63/R/A/W/T.
В 1999 году аэропорт Ульяновск-Восточный сертифицирован как международный.
8 мая 2001 года приказом Минтранса России № 79 аэропорт «Ульяновск-Восточный» открыт для международных полётов грузовых и пассажирских воздушных судов с пропускной способностью до 100 пассажиров в час при круглосуточном режиме работы.
28.07.2001 г. Советом директоров ЗАО "Международный аэропорт «Ульяновск-Восточный» было принято решение об участии в создании ООО «Спектр-Авиа», с 20.03.2015 г. преобразовано в АО «Спектр-Авиа».
В соответствии с постановлением Правительства Российской Федерации от 30.12.2009 № 1163 «О создании на территории Ульяновской области портовой особой экономической зоны» на территории, прилегающей к аэропорту Ульяновск-Восточный, была создана портовая особая экономическая зона (ПОЭЗ), в которой действует режим свободной таможенной зоны и применяются налоговые льготы для развития аэропортовых и транспортно-логистических услуг. Ульяновская ПОЭЗ предназначена для технического обслуживания, ремонта и модернизации воздушных судов и авиационной техники (в том числе авиационных двигателей), а также для производства авиатехники и авиакомплектующих.
1 декабря 2017 года на площадке аэропорта «Ульяновск-Восточный» был возрождён 235-й военно-транспортный авиаполк, вошедший в состав 18-й военно-транспортной авиационной дивизии. Его формирование произведено на базе фондов войсковой части № 45097-2 «Ан-2». В сжатые сроки был выполнен большой объём работы, отстроено здание штаба, специальные площадки. Авиаполк укомплектован самолётами Ан-2 и Ил-76, в том числе новой модификацией Ил-76МД-90А. В перспективе втап может получить и самолёты Ан-124 «Руслан» и средние военно-транспортные самолёты Ил-276.

## Центр коммерческого транзита НАТО
Пресс-секретарь губернатора Ульяновской области 12 марта 2012 года заявил, что власти региона провели переговоры с представителями НАТО о создании в Ульяновске центра коммерческого транзита Североатлантического альянса. Начальник Ульяновской таможни В. Герасев заявил, что Ульяновску выгодно стать перевалочным пунктом НАТО, поскольку это «загрузка транспорта и налоги». Губернатор области С. Морозов заявил: «Мы уже давно занимаемся этим проектом. Мы считаем, что это выгодный проект, если НАТО и Соединенные Штаты Америки согласятся создать такой пункт на базе аэропорта „Ульяновск-Восточный“. Мы считаем, что это даст нам несколько тысяч новых рабочих мест».
21 марта 2012 года заместитель премьер-министра России Дмитрий Рогозин заявил, что центр будет использоваться для авиационных перевозок самолётами НАТО определённых грузов (палаток, продовольствия, медикаментов) в Ирак и Афганистан, при этом вооружение и боеприпасы через Ульяновск перевозиться не будут.
5 апреля 2012 глава МИД, Сергей Лавров заявил, что присутствие в Ульяновске персонала НАТО (военного или гражданского) исключено. Все грузы будут проверяться российской таможней, а операции будут осуществлять российские компании. Его заместитель, Александр Грушко пояснил, что через пункт в Ульяновске будут проходить невоенные грузы, а также что возможно создание временных складов для грузов НАТО. Весной — летом 2012 года в Ульяновске прошёл ряд акций протеста против создания транзитного центра.
17 апреля 2012 Роберт Пшель, глава информационного бюро НАТО в Москве также подтвердил, что речь не идет «ни о какой базе НАТО, ни о солдатах, танках и других вооружениях».
По сообщению и. о. постпреда России при НАТО Николая Корчунова от 9.07.2012 транзит должен начаться с 1 августа 2012 года. Он регулируется постановлением правительства от 28 марта 2008 г. N 219 «О порядке наземного и комбинированного (железнодорожным, автомобильным и воздушным транспортом) транзита через территорию Российской Федерации вооружения, военной техники и военного имущества, следующих в адрес Международных сил содействия безопасности в Исламской Республике Афганистан и в обратном направлении» (с изменениями и дополнениями). В этом документе указано, что при транзите некоторых грузов МССБ не применяется «Положение о транзите вооружения, военной техники и военного имущества через территорию РФ», тем самым их транзит упрощен, для них не требуется специального разрешения Государственного таможенного комитета России. В то же время, в приложении к постановлению указан перечень грузов, на которые упрощенный порядок не распространяется.
Сложности в трактовке данных документов вызвали обширную реакцию среди блогеров, отдельных представителей ряда политических партий. В Ульяновске проводились митинги протеста против «Базы НАТО».
В декабре 2012 года по маршруту комбинированного транзита через Ульяновск для сил НАТО в Афганистане прошёл в тестовом режиме один ISO-контейнер. Он так и оставался единственным грузом, прошедшим по маршруту. Воздушную транспортировку осуществляла компания «Волга-Днепр», по железной дороге контейнер был отправлен в Ригу. Договор между НАТО и «Волга-Днепр» о регулярных перевозках по состоянию на март 2013 не был подписан. По заявлению Александра Вершбоу (заместитель генсека НАТО), маршрут через Ульяновск является более затратным, чем другие транзитные маршруты, например, через Пакистан.
15 мая 2015 Председатель правительства России Дмитрий Медведев подписал Постановление № 468, отменяющее разрешение на транзит вооружений и прочих военных грузов НАТО в Афганистан через российскую территорию. Таким образом транзитный центр, ранее существовавший лишь в проекте, так и не будет реализован.

## Транспортное обслуживание
Слабой стороной аэропорта, в отличие от аэропорта Ульяновск-Центральный (Баратаевка), является обеспеченность общественным транспортом. В настоящее время до него можно добраться только на такси. Ранее ходил автобус 330.

## Факты
- С 2008 года на территории аэропорта проходят ежегодные «Авиасалоны»[27][28][29][30][31][32].
- С 2011 года проходит Международный авиатранспортный форум МАТФ[33][34][35][36].